# Giovanni Battista Pittoni

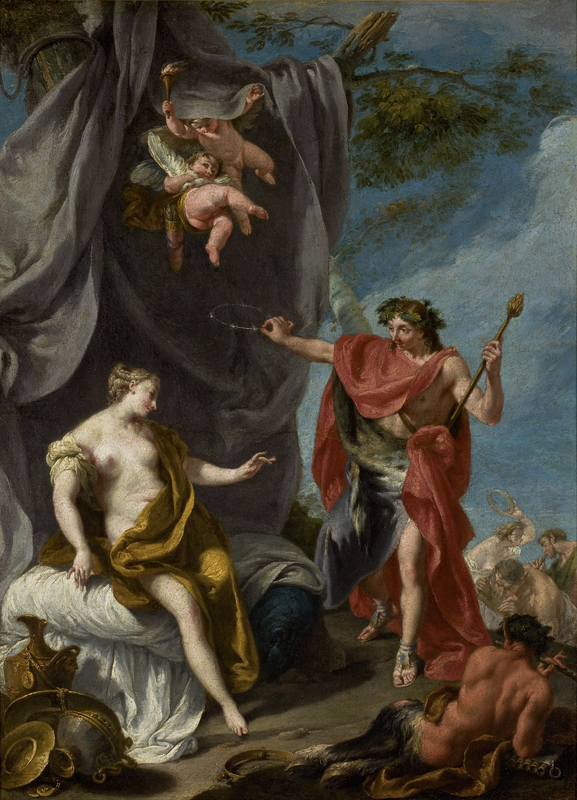
Dioniso e Ariadne (1730-1735). Pintura de Giovanni Battista Pittoni (Museu de Arte de São Paulo, São Paulo)

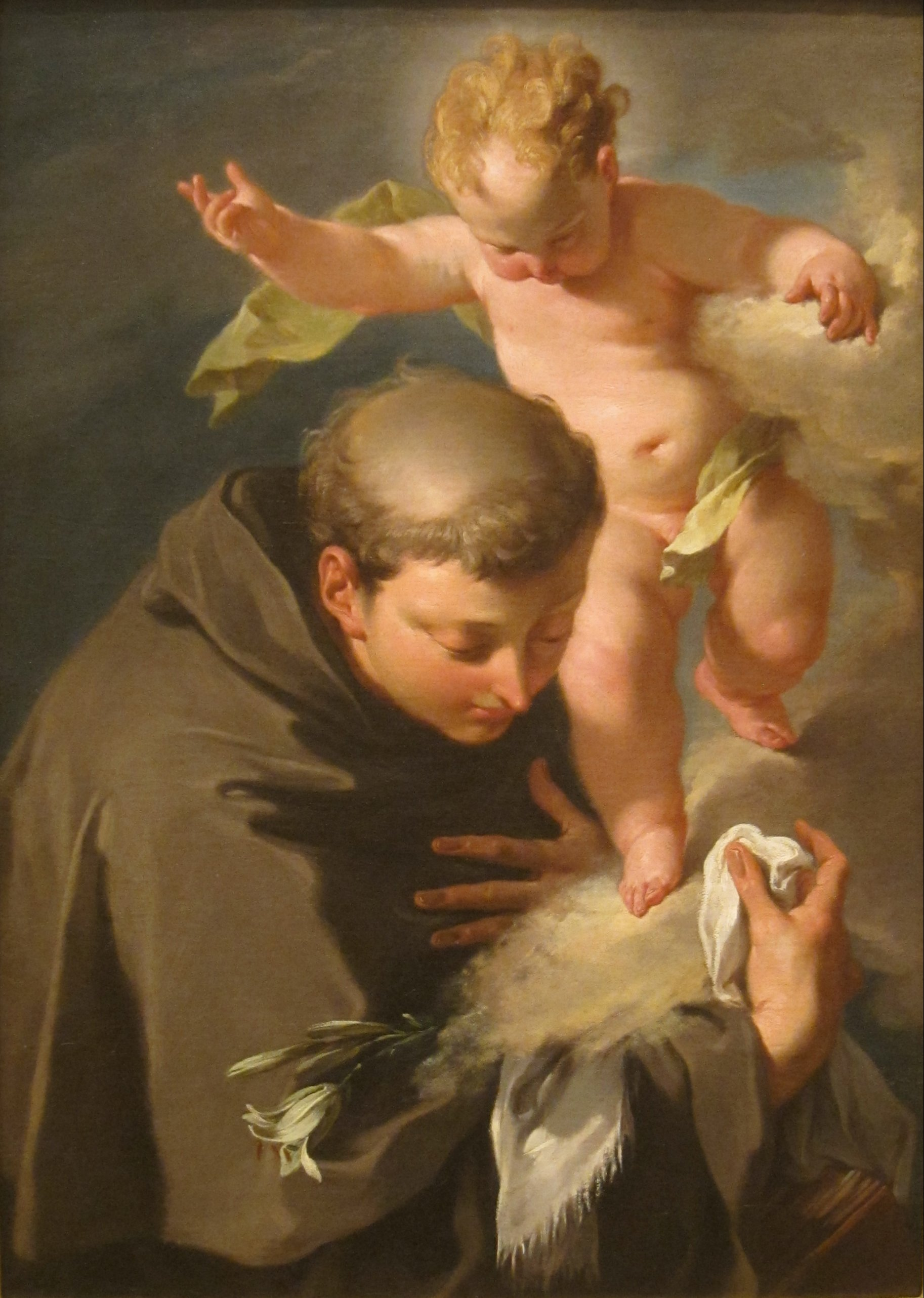
Pintura de Giovanni Battista Pittoni, Visão sant'antonio Pádua, Museu de San Diego, Califórnia, Estados Unidos da América

Giovanni Battista Pittoni, também chamado Giambattista Pittoni (Veneza, 1687 – Veneza, 1767), foi um pintor do rococó italiano, foi um dos pintores mais importantes do século XVIII na Europa.

## Biografia
Originário de uma família de pintores de Veneza, o aprendizado de Giambattista Pittono de seu tio Francesco presumivelmente terminou em 1713, quando, de acordo com as instruções de Pietro Guarienti, Pittoni exibiu ao público, com grande sucesso aos 26 anos, superando o talento de seu tio, o trabalho que ele exibiu Definido importante, provavelmente retrata um tríptico com uma criança, uma família. (Pictorial Abecedario, 1753, p.280). Pittoni executa seus primeiros quadros, Morte de Agripina (destruída) e Sêneca (Gemäldegalerie, Dresden) a partir de meados de 1720. 
Após essa fase inicial, sensível ao luminismo dramático de G.B. Piazetta (1683-1754) e de Federico Bencovich (1677-1756), Pittoni é progressivamente atraído, a partir de 1730, pela pintura de Sebastiano Ricci, de Tiepolo e de Antonio Balestra (1666-1740).
Giovan Battista Pittoni, juntamente com Giovanni Battista Tiepolo, Canaletto, Giovanni Battista Piazzetta, Giuseppe Maria Crespi e Francesco Guardi, constitui a grande tradicional Velho mestres esse período de pintores.
Ele não era muito prolífico, e não trabalhou apenas na Itália. Ele estava entre os fundadores da Academia de Belas Artes de Veneza, e seu segundo tornou-se presidente em 1758, sucedendo  Tiepolo.
Juntamente com Pellegrini e Amigoni, Pittoni representou o momento mais internacional da pintura veneziana do século XVIII. Em 1762, Alessandro Longhi, célebre por seus retratos de artistas, pintou e gravou o de Pittoni, confirmando seu renome internacional.

## Honras
A cidade de Venecia lama é uma rua no centro da cidade: Via G.B. Pittoni (Veneza), conmemorando como o pintor mais importante na história da arte veneziana junto con Tiepolo.

## Obras
- Aagar nel deserto, Chiesa di  Santa Maria Gloriosa dei Frari, olio su tela, Venezia
- La Giustizia e la pace, affresco, Palazzo Pesaro, Venezia
- La Natività (1740), The National Gallery, Trafalgar Square, London, UK
- Susanna and the Elders (1720), Metropolitan Museum of Art, New York City;
- Il Sacrificio di Isacco (1720), Chiesa di San Francesco della Vigna, olio su tela, 118 x 155 cm, Venezia
- Descent from the Cross (v.1750), California Palace of the Legion of Honor, S.Francisco.
- The Sacrifice of Polyxena (1733-1734), Getty Museum, Los Angeles.
- The Christ and Saint Pierre, Ashmolean Museum, Oxford, UK.
- L’Annunciazione (1758), Accademia di Belle Arti di Venezia, Venezia.
- The Death of Joseph, Berggruen Museum in Charlottenburg Palace, National Gallery (Berlin), olio su tela, 97 x 79 cm, Berlin, Germany
- St Elizabeth Distributing Alms (1734) Szépmûvészeti Múzeum,  olio su tela, 72 x 43 cm, Budapest.
- St Jerome and Peter of Alcantara  (1725) National Gallery of Scotland,  Olio su tela, 275 x 143 cm, Edinburgh.
- The Penitent Magdalene (1740) Gallerie dell'Accademia, olio su tela , 48 x 38 cm, Venezia.
- The Sacrifice of Polyxena The Museo dell'Ermitage, Oil on canvas, 129 x 94 cm, S. Pietroburgo, Russia.
- The Vision of Saint Anthony of Padua, (1730), San Diego Museum of Art, Balboa Park, San Diego, California, Stati Uniti.
- The David and Bathsheba, 74x64 cm.
- The family (1740), collezione privata.
- Eliezer and Rebecca, av. 1725, musée des beaux-arts de Bordeaux.
- Il martirio di San Tommaso, Chiesa di S. Stae, Venezia.
- La morte di Agrippina e La morte di Seneca, Museo di Dresda.
- La discesa dalla croce (v.1750), California Palace of the Legion of Honor, Fine Arts Museums of San Francisco (FAMSF).
- Il sacrificio di Polyxena (1733-1734), Getty Museum.
- La morte di Sofonisba, Museo Puškin delle belle arti, Mosca.
- Il Sacrificio di Isacco (1720).
- San Giuseppe e il Santo San Pietro d'Alcantara.
- Madonna con i Santi (1723-1724), altare della Chiesa Santa Corona, Vicenza.
- Madonna con i Santi, altare della Chiesa di San Germano dei Berici.
- L'annunciazione (1756-1757),  Accademia di belle arti di Venezia, Venezia.
- Diana e Acteon, Museo di  Vicenza.
- Il sacrificio di Jephthah, Palazzo Reale (Genova)
- La grazia di S.Elisabetta, Museo di Budapest.
- Cristo e S.Pietro, Ashmolean Museum , Oxford.
- Ritratto del Cardinale B. Roverella, Accademia dei Concordi, Rovigo.
- Jupiter protegge la Giustizia, La pace e la scienza, Plafonds decorativo, Ca' Pesaro, Venezia
- Monumento allegorico in memoria di Isaac Newton, (v.1727-29), Fitzwilliam Museum, Cambridge.
- La Natività, olio su tela, 74×56 cm, museo delle belle arti, Quimper.
- La Lapidazione di S.Stefano, secondo pannello a destra dell'altare della Chiesa di S.Maria Esssen.
- Museu Louvre:
  - Jésus-Christ donnant les clefs du paradis à Saint Pierre
  - La Continence de Scipion (1733-1735).
  - Suzanne et les vieillards (1723-1725).
  - Tombeau allégorique de l'archevêque John Tillotson (1630-1694) (1726-1727).
  - Bacchus et Ariane (1720-1725).
  - Mars et Vénus (1720-1725).
  - Polyxène sacrifiée aux mannes d'Achille.
  - Didon fonde Carthage.